# Trifolium fragiferum
Espèce
Statut de conservation UICN

 LC  : Préoccupation mineure
Trifolium fragiferum, le Trèfle fraisier, est une espèce de plantes à fleurs de la famille des Fabacées. C'est une plante herbacée originaire d'Europe, d'Asie occidentale et d'Afrique du Nord.

## Liste des sous-espèces et variétés
Selon Tropicos (16 octobre 2015) (Attention liste brute contenant possiblement des synonymes) :
- Trifolium fragiferum subsp. bonannii (C.Presl) Sojak
- Trifolium fragiferum subsp. fragiferum
- Trifolium fragiferum subsp. pulchellum (Lange) Ponert
- Trifolium fragiferum var. fagiferum
- Trifolium fragiferum var. pulchellum Lange

## Statut de protection
En Suisse, l'espèce figure sur la liste rouge des plantes.